# Estação Antártica Espanhola Gabriel de Castilla
A Base Antártica Gabriel de Castilla, é uma das duas bases que a Espanha tem na região da Antártida. Está situada na Ilha Decepção, no arquipélago das Ilhas Shetland do Sul. As coordenadas são 62° 58′ 38″ S, 60° 40′ 33″ O.

## História

Emblema da base.

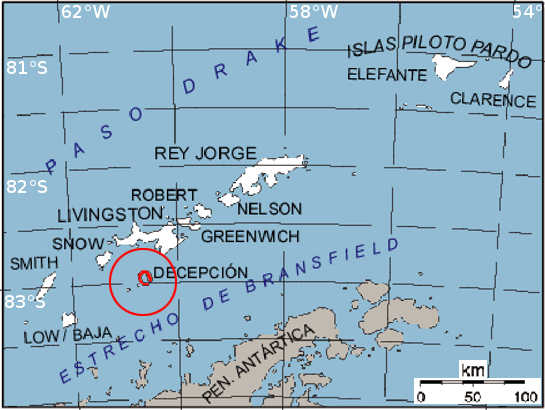
Localização da ilha Decepção.

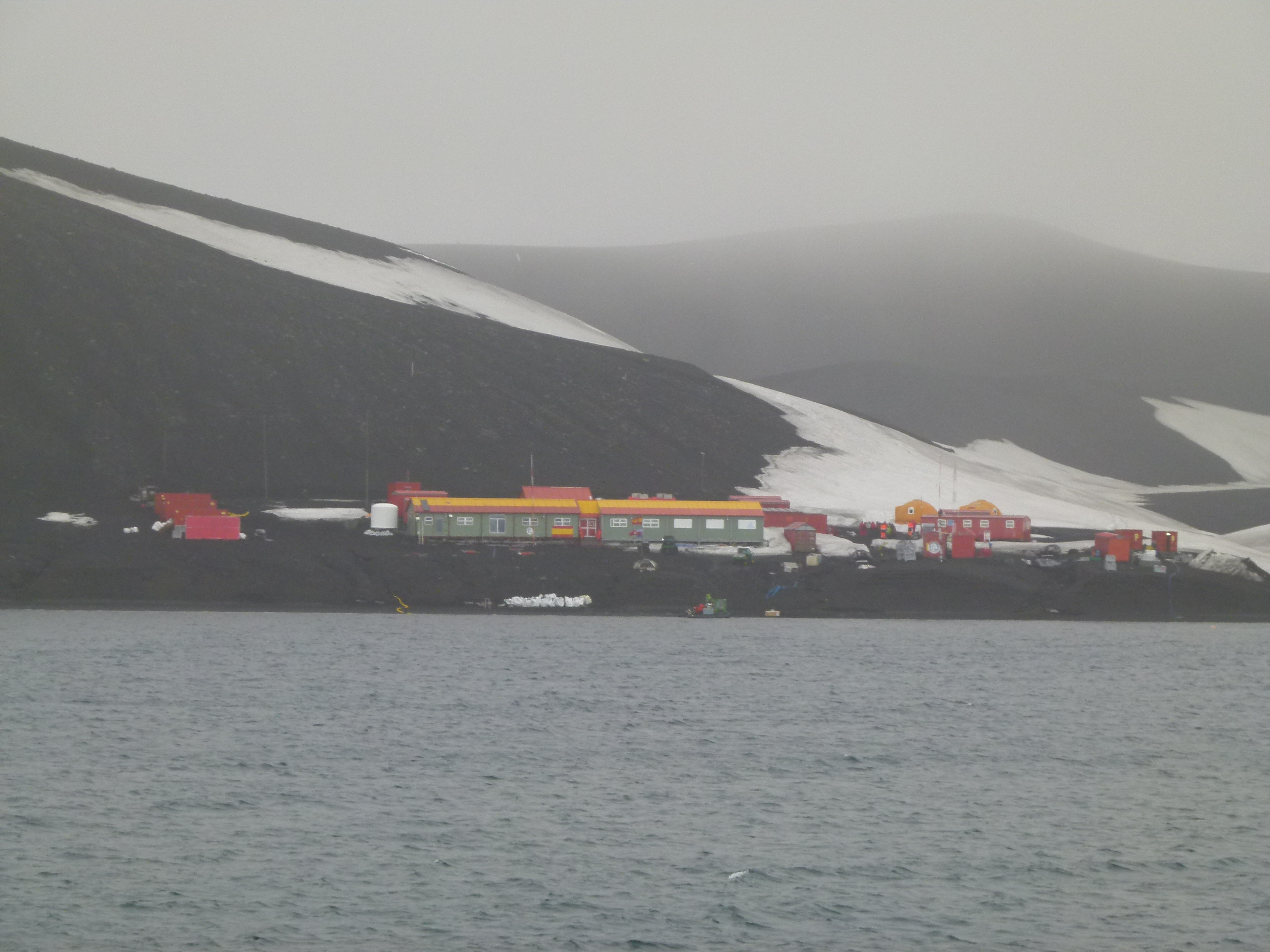
Vista geral da Base (2013).

No final de 1989 e princípio de 1990, se instalou na ilha Decepção o então refúgio militar Gabriel de Castilla, para apoiar os trabalhos de investigação e levantamentos topográficos que ali se estavam realizando em esse momento.
A base está gerenciada pela Divisão de Operações do Estado Maior de Exército da Espanha que, mesmo assim, organiza e dirige a campanha, sendo esta coordenada, enquanto a investigação científica se refere ao Comitê Polar Espanhol.
Seu apoio logístico e de manutenção se realiza desde 1991 com o Navio de Investigação Oceanográfica Hespérides apoiado pelo BIO Las Palmas, ambos da Armada Espanhola, ainda que o Las Palmas, se espera que seja substituído por um navio de ação marítima modificado para tal efeito.
Na atualidade, se usa a base para realizar numerosos estudos científicos, tanto biológicos como geológicos, climatológicos, etc. Também é usada para a investigação militar.
Seu nome se deve a Gabriel de Castilla, navegador e explorador espanhol ao qual se atribui o descobrimento da Antártida no princípio do século XVII.

## Flora e Fauna
As águas que rodeiam o território, são frias e entretanto, na profundidade, se encontram sobre o ponto de congelamento, são extraordinariamente ricas em fauna: bentos (esponjas antárticas), artrópodos e crustáceos, moluscos, cetáceos, focas, pinípedes; as águas abissais não congeladas possuem uma extraordinária fauna que desde o início do século XXI foi descoberta, por exemplo peixes cujo sangue e demais humores possuem substâncias anticongelantes orgânicas. Os animais mais destacados são: a foca leopardo, foca-de-weddell, caranguejo, leão marinho, mandrião, petrel, cormorão, faigão-rola, etc. Mas a mais destacada é o pinguim, mais de meio milhão de habitantes no verão antártico na ilha.